# Tiny Mix Tapes
Tiny Mix Tapes (ibland TMT eller tinymixtapes) är en engelskspråkig webbtidning som fokuserar främst på nyheter angående musik. Sidan har även en filmsektion. Utöver sina recensioner noteras sidan för sina subversiva, politiska och ibland surrealistiska nyheter. 2020 utannonserades det att sidan skulle ta en paus tills vidare.
Webbtidningen har ett fokus på indiemusik och experimentell musik och startades ursprungligen som en sida på Geocities med namnet Tiny Mix Tapes Gone to Heaven. Tiny Mix Tapes var en del av en våg av populära musikbloggar under 2000-talets första decennium som täckte indiemusik. Resident Advisor har beskrivit hemsidan som viktig för framväxten av flera genrer, som vaporwave och deconstructed club.
Sidan har fått uppmärksamhet för dess "blandband-generator", där läsare kunde önska ett digitalt blandband utifrån en "tanke, fras, fråga eller citat". Sidan publicerade sedan en låtlista som passade önskemålet. Från början var det skribenter och redaktörer på Tiny Mix Tapes som gjorde listorna, men senare var det sidans läsare som satte ihop låtlistorna.
2007 skapade sidan uppståndelse när de 30 mars utannonserade att Neutral Milk Hotel skulle återförenas på sidans egna festival, Tiny Mix Fest. Det framkom senare att det var ett tidigt aprilskämt och att ingen festival skulle arrangeras. 2009 släppte sajten en välgörenhetsskiva på CD och vinyl till stöd för offren i Darfurkonflikten. Skivan innehöll tidigare osläppta låtar av bland annat Jim O'Rourke, Xiu Xiu och Dan Deacon.